# Lánthau
Lánthau (kínaiul: 烂头, jűtphing: Laantau; népszerű átírással Lantau vagy Lantao; közigazgatási nevén 大嶼山, jűtphing: Daaijyu saan, magyaros átírással: Tájjű szán, „nagy szigeti hegy”) Hongkong legnagyobb szigete, a Hongkong-szigettől 10 kilométerre nyugatra. Közigazgatásilag az Új területek része, itt található a Szigetek kerület, illetve Chűnván (Tsuen Wan) egy része.

## Képek

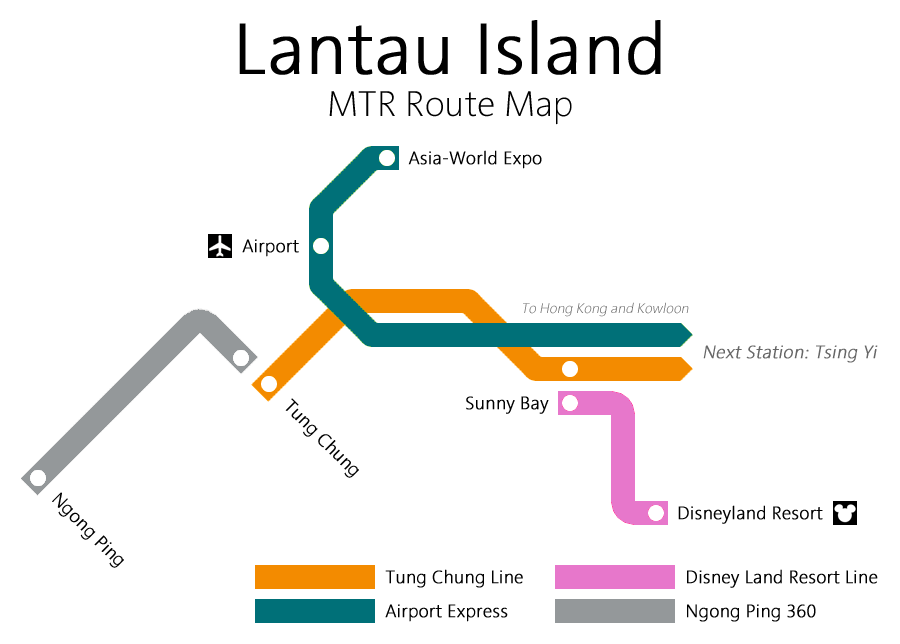
Az MTR vonalai a szigeten
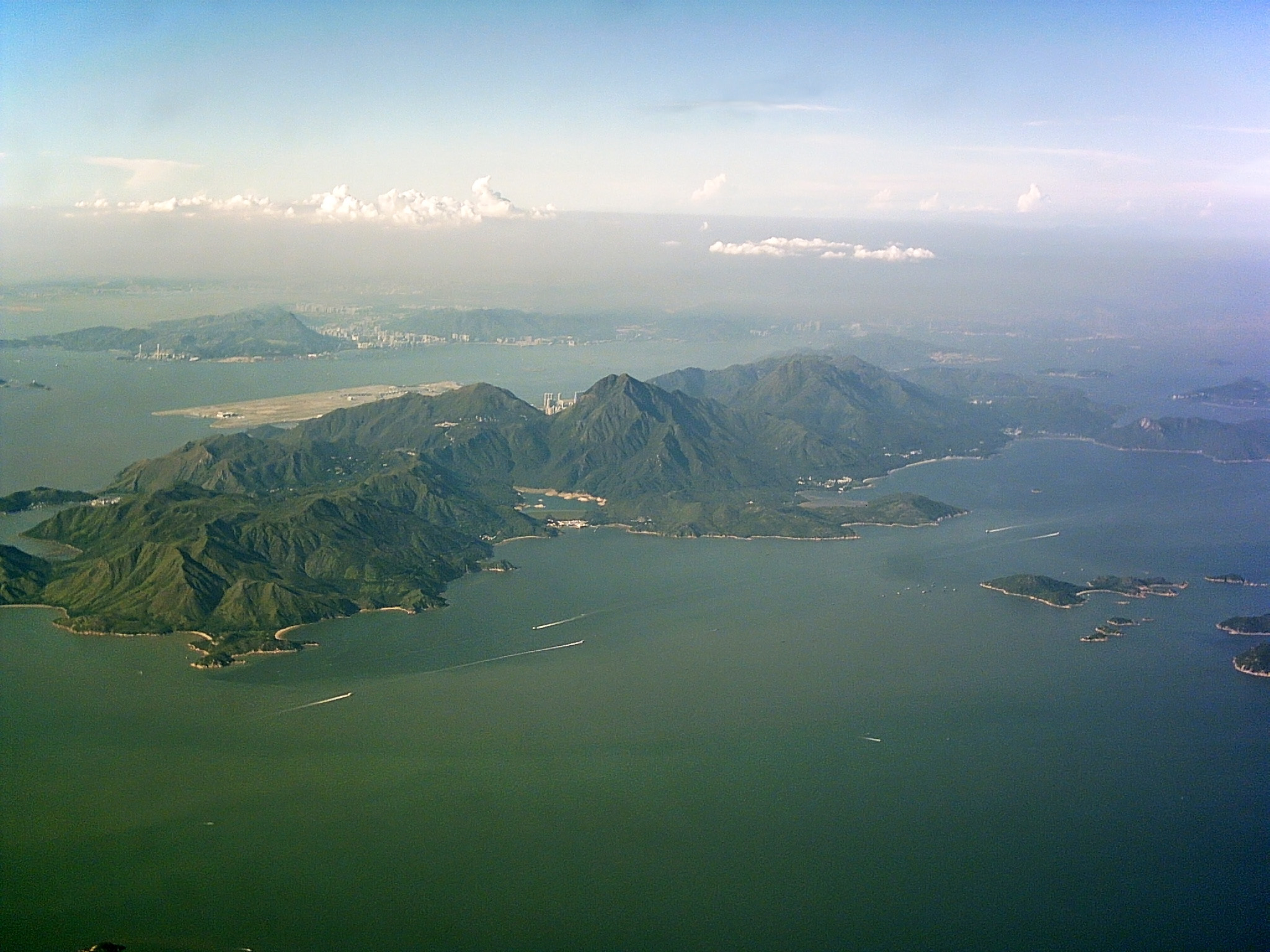
Lánthau (Lantau) a levegőből